# Bayou

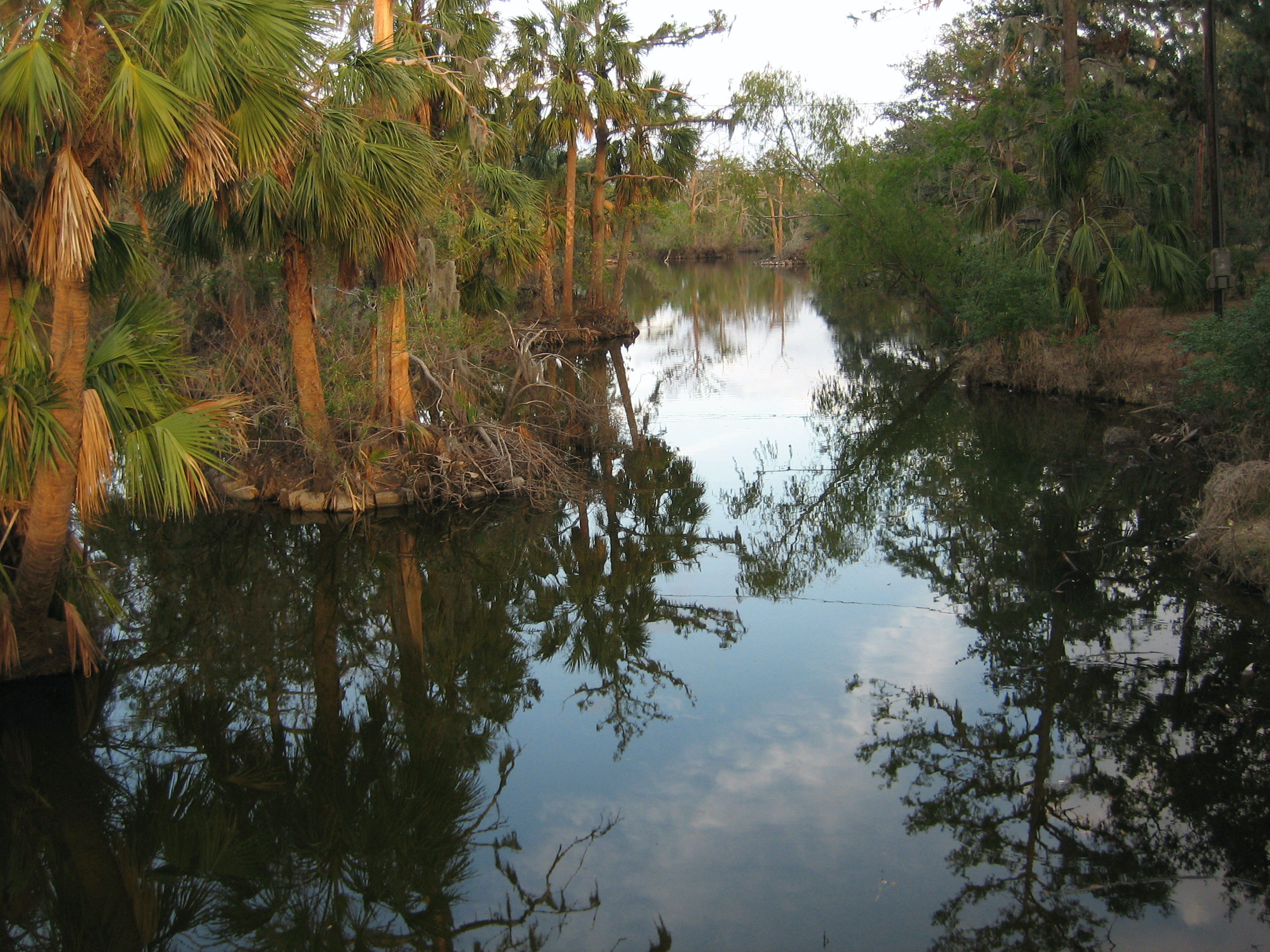
Bayou Metairie i City Park, New Orleans.

En bayou är ett begrepp främst förknippat med delstaten Louisiana i USA, och avser området runt ett mycket långsamt vattendrag eller ett träskområde, företrädesvis i Mississippiflodens delta i södra USA. Ofta är en bayou området runt en korvsjö eller sidogrenar av en huvudflod i ett delta.
Ordet användes först av fransmän i Louisiana och tros antingen härstamma från choctaw-ordet bayuk (”litet vattendrag”) eller franskans bas lieu (”lågliggande”). Akadernas första bosättningar i södra Louisiana låg nära Bayou Lafourche och Bayou des Ecores, vilket lett till att ’bayou’ kommit att associeras med den cajunska kulturen. Bayou Corne i Louisiana blev världsberömt när ett mycket stort slukhål uppstod 2012.
Uttrycket används dock även i andra delar av USA som gränsar mot Mexikanska golfen, bland annat i Texas.